# Donna Kane (escritora)
Donna Kane é uma poetisa canadiana de Rolla, Colúmbia Britânica. Ela é mais conhecida pela sua colecção de poesia Orrery de 2020, que foi uma das finalistas seleccionadas para o Prémio do Governador Geral para poesia em língua inglesa no Prémio do Governador Geral de 2020.

## Livros
- Somewhere, a Fire (2004)
- Erratic(2007)
- Pioneer 10, I Hear You (2016)
- Summer of the Horse(2018)
- Orrery (2020)